# Volkswagen Lamando
La Volkswagen Lamando è una vettura prodotta per il mercato cinese dalla casa automobilistica tedesca Volkswagen dal 2014.

## Descrizione
La Volkswagen Lamando ha debuttato al Salone dell'Auto di Chengdu nell'agosto 2014 ed è stata lanciata in Cina nel novembre 2014. Il nome cinese della vettura è Ling Du (凌 渡).
Al lancio la Lamando è disponibile con un motore a benzina turbo  quattro cilindri da 1,4 litri TSI che eroga 148 CV e 250 Nm di coppia abbinato a un cambio DSG a 7 rapporti. Con questa motorizzazione la vettura è in grado di accelerare da 0 a 100 km/h in 8,5 secondi e raggiungere la velocità massima di 210 km/h. 
Disponibile con la sola trazione anteriore, sul fronte meccanico si caratterizza per la presenza di un impianto frenante a disco su tutte le ruote e dello sterzo dotato di servoassistenza elettrica. Le sospensioni sono indipendenti su tutte e quattro le ruote, e sono del tipo MacPherson all'avantreno mentre al retrotreno sono del tipo multi-link a quattro bracci.

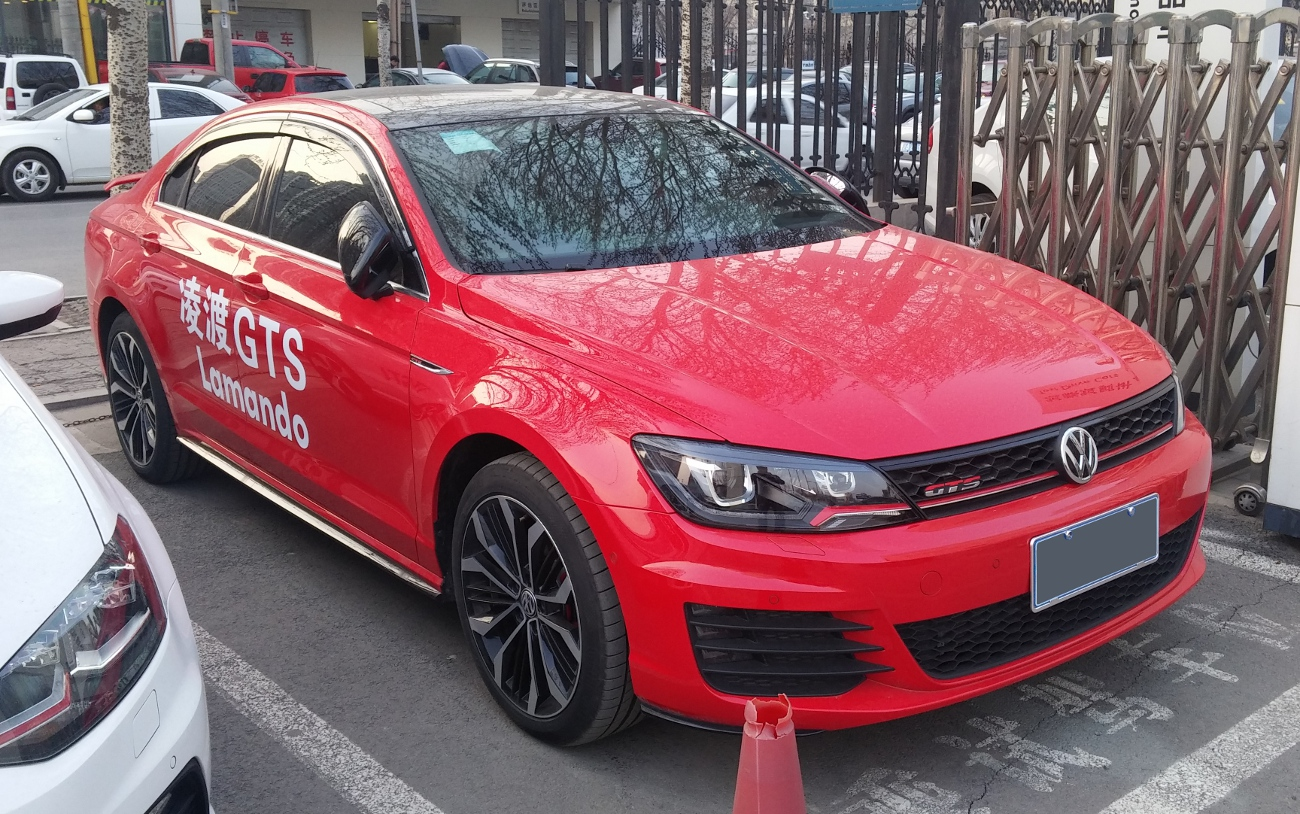
Volkswagen Lamando GTS

### Lamando GTS
Nell'aprile 2016 è stata presentata una versione sportiva denominata Lamando GTS, dotata di aggiornamenti estetici e di un motore turbo da 2 litri derivato dalla coeva Golf GTI che produce 220 CV e 350 Nm di coppia, accoppiato a un cambio DSG a doppia frizioni a bagno d'olio a 7 marce. Dal punto di vista stilistico, sulla GTS sono state apportate diverse modifiche al design esterno, tra cui un nuovo paraurti anteriore con prese d'aria maggiorate di colore nero, con una mascherina dotata di una striscia rossa tipo GTI con trama a nido d'ape; al posteriore c'è un nuovo paraurti e uno spoiler sul baule.

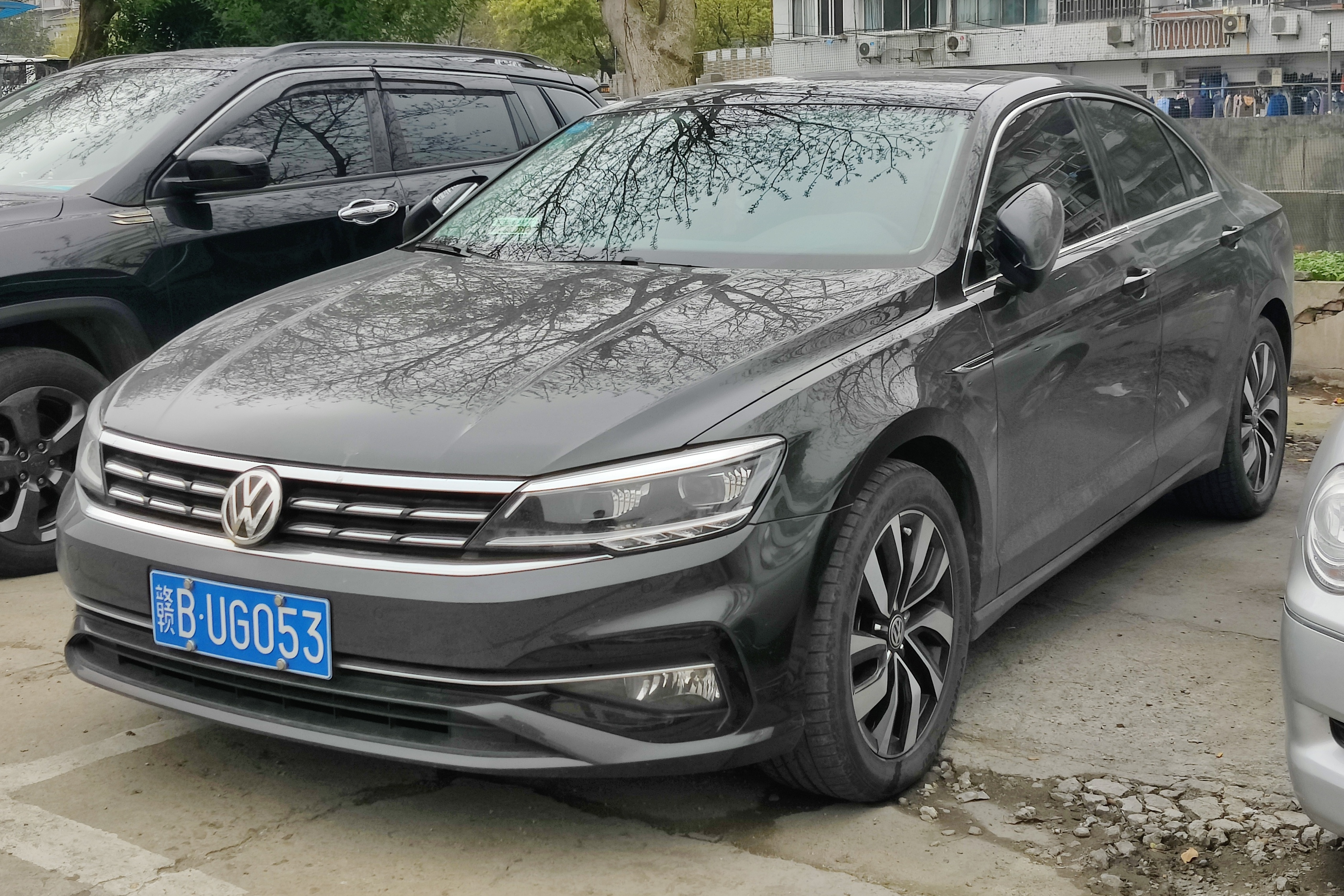
Lamando restyling 2019

### Restyling 2019
Nel 2019 ha debuttato un restyling che ha interessato principalmente il frontale, con nuovi fari più squadrati, nuova griglia cromata e un nuovo paraurti.